# Hotel Princess Barcelona
L'Hotel Princess Barcelona està situat a l'inici de l'Avinguda Diagonal de Barcelona i és una obra inclosa a l'Inventari del Patrimoni Arquitectònic de Catalunya.

## Descripció
És de planta triangular, format per dues torres esveltes de 23 i 26 plantes respectivament, unides per un pont de vidre i 109 m d'alçada. El vidre destaca com a material protagonista de la construcció, però les zones on el formigó hi apareix pintat, accentuen de manera destacable la verticalitat de la construcció.